# 이동직
이동직(李東稷, 1749년 ∼ ?)은 조선의 문신이다. 자는 거경(巨卿). 영조 51년(1775) 정시문과(庭試文科) 병과(丙科)에 급제, 정조 16년(1792) 부교리로 재직중 박지원(朴趾源)의 저서 <열하일기(熱河日記)>의 문체가 저속함을 상소했고, 다시 남인(南人) 이가환(李家煥)의 문체가 서학(西學)의 문체라고 논척(論斥)하는 문체반정(文體反正)의 앞장에 섰다. 주자학적인 전통에 입각하여 신문학을 배척했다.